# باغ هول
باغ هول (بالإنجليزية: Bug Hall)‏ مواليد 4 فبراير 1985 في فورت وورث، الولايات المتحدة، هو ممثل أمريكي بدأ مسيرته الفنية سنة 1994.

## الأعمال

### أفلام
- هرقل (1997)
- الفطيرة الأمريكية: كتاب الحب (2009)

### مسلسلات
| السنة | العمل                             | الدور       |
| ----- | --------------------------------- | ----------- |
| 2004  | سي اس آي: التحقيق في موقع الجريمة |             |
| 2004  | المسحورات                         | إدي مولن    |
| 2005  | كولد كيس                          | ماثيو آدامز |
| 2006  | ذا أو سي                          | روبرت       |
| 2006  | سي إس آي: ميامي                   |             |
| 2010  | نيكيتا                            | روبي        |
| 2011  | عقول إجرامية                      | بن          |
| 2011  | 90210                             | داريوس      |
| 2011  | سي اس آي: نيويورك                 | مايك بلاك   |
| 2014  | كاسل                              | جيسي جونز   |
| 2014  | ريفلوشن                           | براين       |

## روابط خارجية
- باغ هول على موقع IMDb (الإنجليزية)
- باغ هول على موقع ألو سيني (الفرنسية)
- باغ هول على موقع أول موفي (الإنجليزية)
- باغ هول على موقع قاعدة بيانات الأفلام السويدية (السويدية)
- باغ هول على موقع إن إن دي بي (الإنجليزية)
- باغ هول على موقع قاعدة بيانات الفيلم (الإنجليزية)
- باغ هول على موقع كينوبويسك (الروسية)